# 朱運久
朱運久（？—1660年），貴州石阡人。南明政治人物。

## 生平
崇禎十五年（1642年）壬午科貴州鄉試第二。永曆三年（1649年），楚王遠支宗室朱容藩在四川涪州、夔州自稱楚王世子監國，朱運久任湖廣巡撫。容藩敗，朱運久又為軍閥孫可望通政使。永曆帝入雲南，可望遣朱運久前往議和。朱運久乘黃蓋大轎，招搖入城，無人臣禮，永曆帝亦不敢問。永曆十四年（清順治十七年，1660年），永曆帝逃往緬甸後，朱運久在姚安為土司所殺。

## 引用
1. ↑  《貴州通志·卷之二十六》：崇禎十五年壬午科 朱運久，石阡人。
2. ↑  《南明史·卷一百十九·列傳第九十五·畔臣二》：朱運久，石阡人。崇禎十五年舉於鄉。宗室容藩亂蜀，為偽湖廣巡撫。容藩敗，又為可望通政使。上入滇，可望遣入京議和，運久遽黃蓋大轎入城，無復人臣禮，上亦未敢問也。上幸緬甸，入姚安，為土司所殺。
3. ↑  《小腆紀傳·卷六十五·逆臣傳二》：朱運久，不知何許人。朱容藩之亂蜀也，運久爲僞湖廣巡撫。容藩敗，又爲孫可望僞通政使。上入滇都命白文選與可望議和，可望拘文選而奪其兵，遣運久入滇，陽爲議和者，實與王尙禮等謀内應。運久遽黄蓋大轎入城，無復人臣禮。上亦未敢問也。